# 浦佐駅

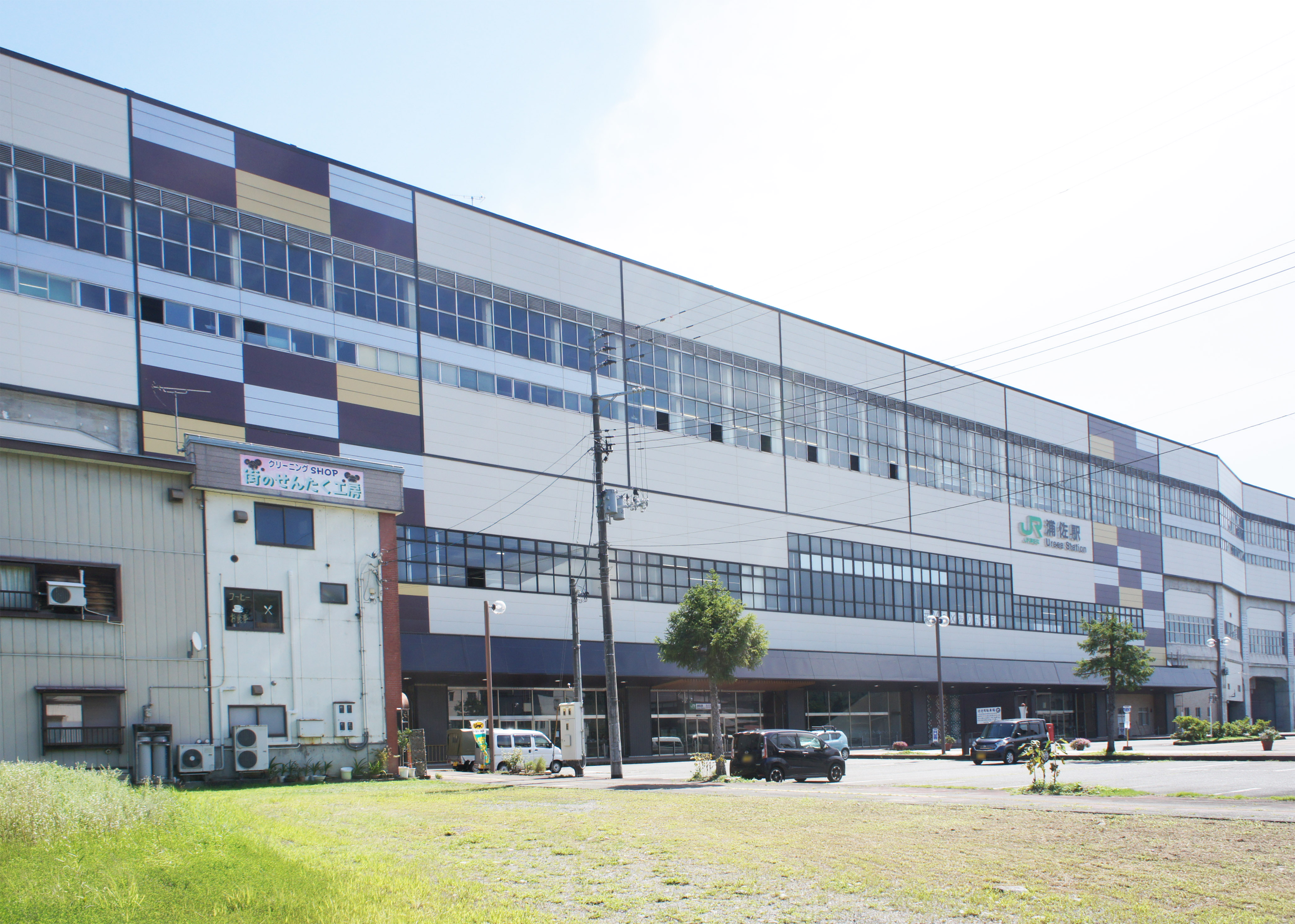
毘沙門天口（西口）（2021年9月）

浦佐駅（うらさえき）は、新潟県南魚沼市浦佐にある、東日本旅客鉄道（JR東日本）の駅である。上越新幹線と上越線の列車が停車する。

## 概要
南魚沼市の北部の大和地区に位置する。冬はスキー客、夏は奥只見湖・尾瀬方面への新潟県側の玄関口として旅行客にも利用されている。
毘沙門天口側には日本の奇祭の一つである「裸押合大祭」の舞台となる越後浦佐毘沙門堂がある。新幹線停車駅ではあるが、駅周辺には商業施設が少なく、医療機関や学校、宿泊施設が若干数あるのみである。浦佐駅周辺は同市の文教地区でもあり、駅からは各方面に向かうスクールバスが運行されている。
事務管理コードは▲301215を使用している。

### 乗り入れ路線
当駅は上越新幹線と在来線の上越線の接続駅となっている。
また、かつては只見線の列車が小出駅から乗り入れていた時期があった。

## 歴史
- 1923年（大正12年）
  - 9月1日：上越北線・越後堀之内駅 - 浦佐駅間開業の際に開設[3]。
  - 11月18日：上越北線・浦佐駅 - 塩沢駅間が延伸開業。
- 1956年（昭和31年）3月：駅舎を改築[新聞 1]。
- 1958年（昭和33年）
  - 5月19日：午前2時22分に火災が発生し、駅舎を焼失[新聞 2]。
  - 12月25日：再建駅舎完成[新聞 1]。
- 1970年（昭和45年）12月15日：貨物の取り扱いを廃止[1]。
- 1978年（昭和53年）4月：東口駅前広場が完成。
- 1981年（昭和56年）11月1日：上越新幹線開業に向け、新駅舎が竣工して運用を開始。
- 1982年（昭和57年）11月15日：上越新幹線・大宮駅 - 新潟駅間が開業[5]。みどりの窓口や旅行センターを開設[6]。
- 1983年（昭和58年）3月：西口駅前広場が完成。駅レンタカーの営業を開始[7]（2018年時点では営業終了）。
- 1984年（昭和59年）2月1日：荷物の扱いを廃止[1]。
- 1987年（昭和62年）4月1日：国鉄分割民営化に伴い、JR東日本の駅となる[1][5]。
- 1999年（平成11年）4月21日：新幹線で自動改札機の供用を開始[8][新聞 3]。
- 2008年（平成20年）3月15日：「モバイルSuica特急券」のサービス開始。
- 2016年（平成28年）：外壁改修工事が開始される。
- 2017年（平成29年）：老朽化による外壁崩落事故が発生（負傷者なし）[9]。
- 2019年（令和元年）9月22日：南魚沼市と魚沼市が共同で、駅2階コンコースに観光案内所「MYU」を開設[報道 1][新聞 4]。
- 2020年（令和2年）3月14日：新幹線eチケットサービスを開始[報道 2]。
- 2021年（令和3年）
  - 2月28日：みどりの窓口の営業を終了[2]
  - 3月1日：話せる指定席券売機を導入[2]。
  - 3月13日：タッチでGo!新幹線のサービスを開始[報道 3]。

### 新幹線駅設置の経緯
浦佐駅を中心とする大和地区は今でこそ南魚沼市の文教地区となりつつあるが、上越新幹線建設決定当時、大和町は夏季と冬季の行楽シーズンを除けば人の出入りは少なかった。周辺地域の中心地で主要駅もある六日町と小出町の、ほぼ中間点に位置する浦佐に新幹線の駅が設けられることが決まった際には、両町から異議の声が上がった。
これに関しては「何らかの政治的な意図が働いていた」とする「政治駅」説と「六日町は越後湯沢に近過ぎるため駅設置が難しく、小出に設けるとルートが大回りになる上、小出駅の構内が狭隘で新幹線ホームが設けられない」という、地理や線形の問題が背景にあったとする説など諸説ある。詳細は鉄道と政治#上越新幹線と浦佐駅を参照のこと（新幹線関連の政治駅といわれることがあるものは他に岐阜羽島駅、筑後船小屋駅がある）。
新潟県内にある他の上越新幹線沿線4駅は中心市街地もしくは市街地に程近い地点に所在するため、駅周辺では大型ショッピングセンターやホテル、飲食店などといった商業施設の建設が進んだほか、マンションやアパートが建設されるなど住宅地化も進んでおり、いずれも開通以降に都市基盤の整備や都市機能の集積が進捗している。その一方で浦佐駅は上越新幹線全駅で最も利用者が少なく、加えて駅周辺の都市化も余り進捗していない。
ただし、駅周辺は、既に都市機能が集積している魚沼地域の中心地2地区の中間点という立地条件の下にある。また、駅自体に関しても元々設けられていた出入口は旧市街に面する現在の西口側であり、東口側は国道17号の現ルート開通以降に都市開発が本格化した地域である。加えて同国道のすぐ東側には魚野川が流れているため、都市開発を行う余地が少ないなどの条件から、大和地区に所在する主な公共施設は、東口から約500メートル東進した浦佐大橋の東詰側に集中して立地している（なお、市町村合併により、小出町は魚沼市に、大和町と六日町は南魚沼市となっている）。

### 只見線・ほくほく線の発着
上越新幹線が開業した1982年（昭和57年）11月15日のダイヤ改正時、浦佐発着で只見線に直通する普通列車が1日2往復設定された。このうち1往復は、急行「奥只見」として、浦佐駅 - 小出駅間を普通列車として運行していた。そして、この列車はJR発足後の1988年（昭和63年）3月13日ダイヤ改正をもって廃止となり、只見線への直通列車も消滅した。これ以降、只見線の定期列車の乗り入れは行われておらず、不定期で臨時列車（団体専用列車等）が乗り入れるのみとなっていた。
その後は2011年（平成23年）に発生した只見線の豪雨被害を経てもなお、新潟県はもとより所在地の南魚沼市、只見線の起終点がある魚沼市、福島県只見町および沿線や隣接する地方議会において、只見線のみならず北越急行ほくほく線を含めた東京・関西方面へのアクセス向上による観光客誘致や利便性向上を目的とした議論がなされている。
JR東日本新潟支社との乗り入れ議論のなかでは、小出駅における設備改修（ポイント切り替え設備）の費用算定で約3億円が想定されたとし、この事業が仮に自治体負担であったとしてもJRによる維持が費用面で困難とし、実現に至っていない。

## 駅構造
在来線は島式ホーム2面4線を有する地上駅（橋上駅）であるが、副本線の2番線と3番線には基本的に乗り入れない。また、新幹線は相対式ホーム2面2線を有する高架駅である。ホーム長は開業当初から16両に対応しており、ホームの一部には安全柵が設置されているが、通過列車は全て本線を通過し、停車する列車のみ副本線（待避線）のホームに入る。
JR東日本新潟支社が運営する直営駅（駅長・副長配置）で、単駅管理駅である。なお、上越線の周辺にある駅は、全て越後湯沢駅が管理駅である。
駅舎西口1階には団体待合室と化粧室、レンタサイクル駐輪場があるが、付近の待合室と化粧室は通年で閉鎖されている。なお、駅機能はすべて2階に設けられており、新幹線改札口には自動改札機が2通路ある。自動改札では新幹線eチケットサービスが利用可能である。在来線改札口は有人改札で、改札口には新幹線のりかえ改札口の設置がないため乗り換えでは一旦改札を通り出場、再入場する必要がある。Suicaエリア外のため、Suicaなどの交通系ICカードは在来線側で出入場に利用できないが、近距離券売機はSuica対応となっている。また、2階コンコースには指定席券売機（話せる指定席券売機を併設）、自動券売機、屋内待合室、化粧室、コンビニエンスストア（NewDays）、自動販売機、コインロッカー、公衆電話がある。このほか、五日町寄りの2階化粧室脇には近隣の新潟県立国際情報高等学校美術部1期生が制作したレリーフが展示されている。
浦佐駅東口（八海山口）と新幹線コンコースにはエレベーターがそれぞれ設置されており、バリアフリー対応であるが、浦佐駅西口（毘沙門天口）がエスカレーター（上りのみ）、在来線改札口内に至っては階段のみの設置となっており、交通バリアフリー法の制定後も新幹線停車駅でありながら、駅舎全体でバリアフリー構造に改修されていない。駅舎のバリアフリー設備が不足している問題については、2015年（平成27年）6月の南魚沼市議会において、JRに対して市がエレベーター設置を要望していること、未設置の理由は乗降数がバリアフリー新法の設置基準（3,000人）に達していないこと、当時の浦佐駅長が議員に対して設置想定箇所等を説明したことが明らかになっている。

### のりば
| 番線   | 路線       | 方向           | 行先                     |
| ------ | ---------- | -------------- | ------------------------ |
| 在来線 |            |                |                          |
| 1      | ■上越線    | 下り           | 長岡・新潟方面           |
| 2・3   | ■上越線    | （臨時ホーム） | （臨時ホーム）           |
| 4      | ■上越線    | 上り           | 越後湯沢・水上方面       |
| 新幹線 |            |                |                          |
| 11     | 上越新幹線 | 下り           | 長岡・新潟方面           |
| 12     | 上越新幹線 | 上り           | 越後湯沢・高崎・東京方面 |

付記事項
- 上越新幹線では基本的に当駅で通過待ちを行なう列車はなかったが、臨時「とき454号」（※2016年〈平成28年〉4月29日以降の一定期間、「現美新幹線」車両で運転）の運転日は、この駅で「とき324号」の通過待ち合わせを行なっていた。
- 長岡まつり大花火大会開催時には、当駅始発新潟駅行きの臨時列車が運転される場合がある[12][報道 4]。

駅構内
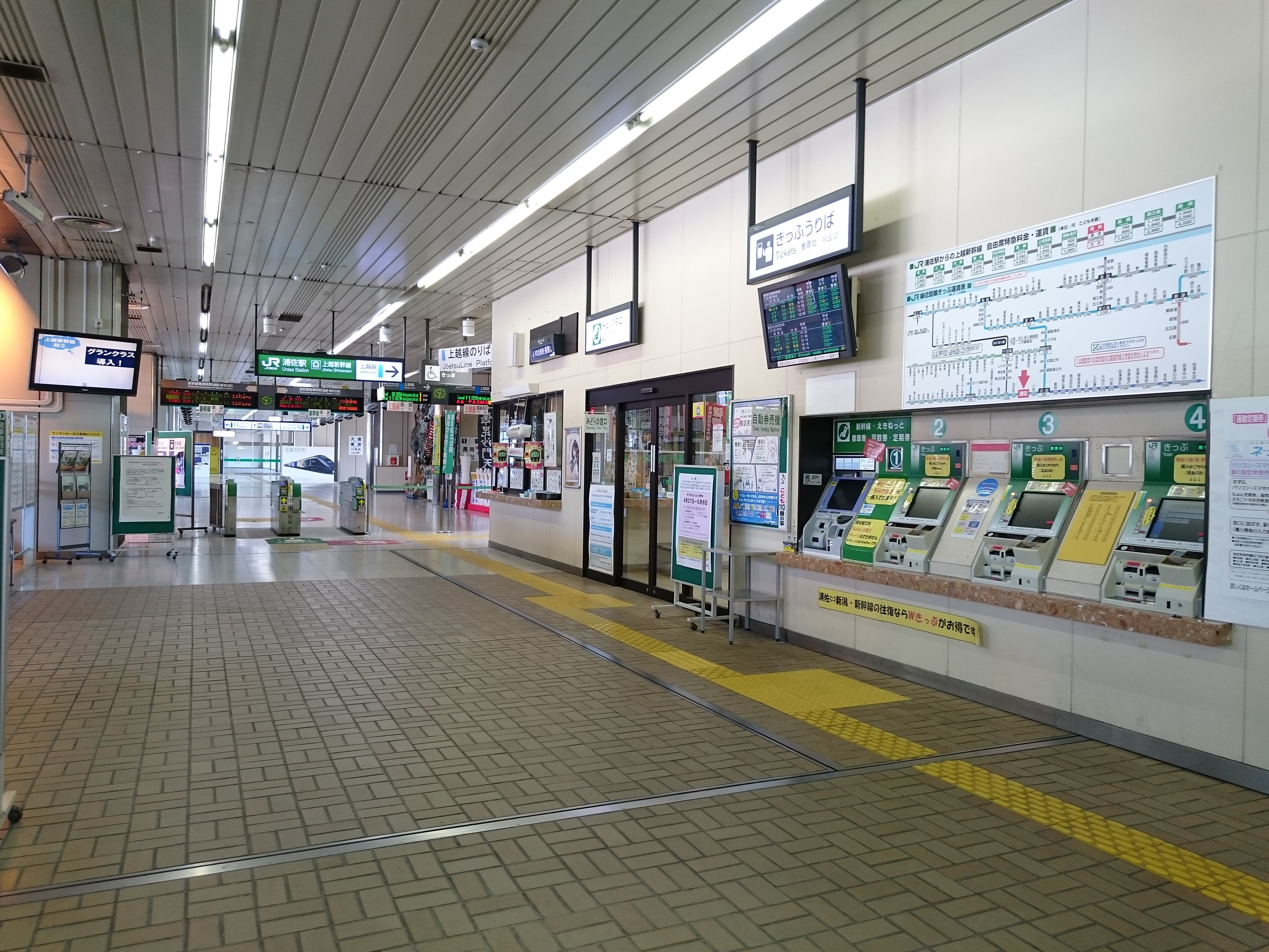
きっぷ売り場（2019年4月）
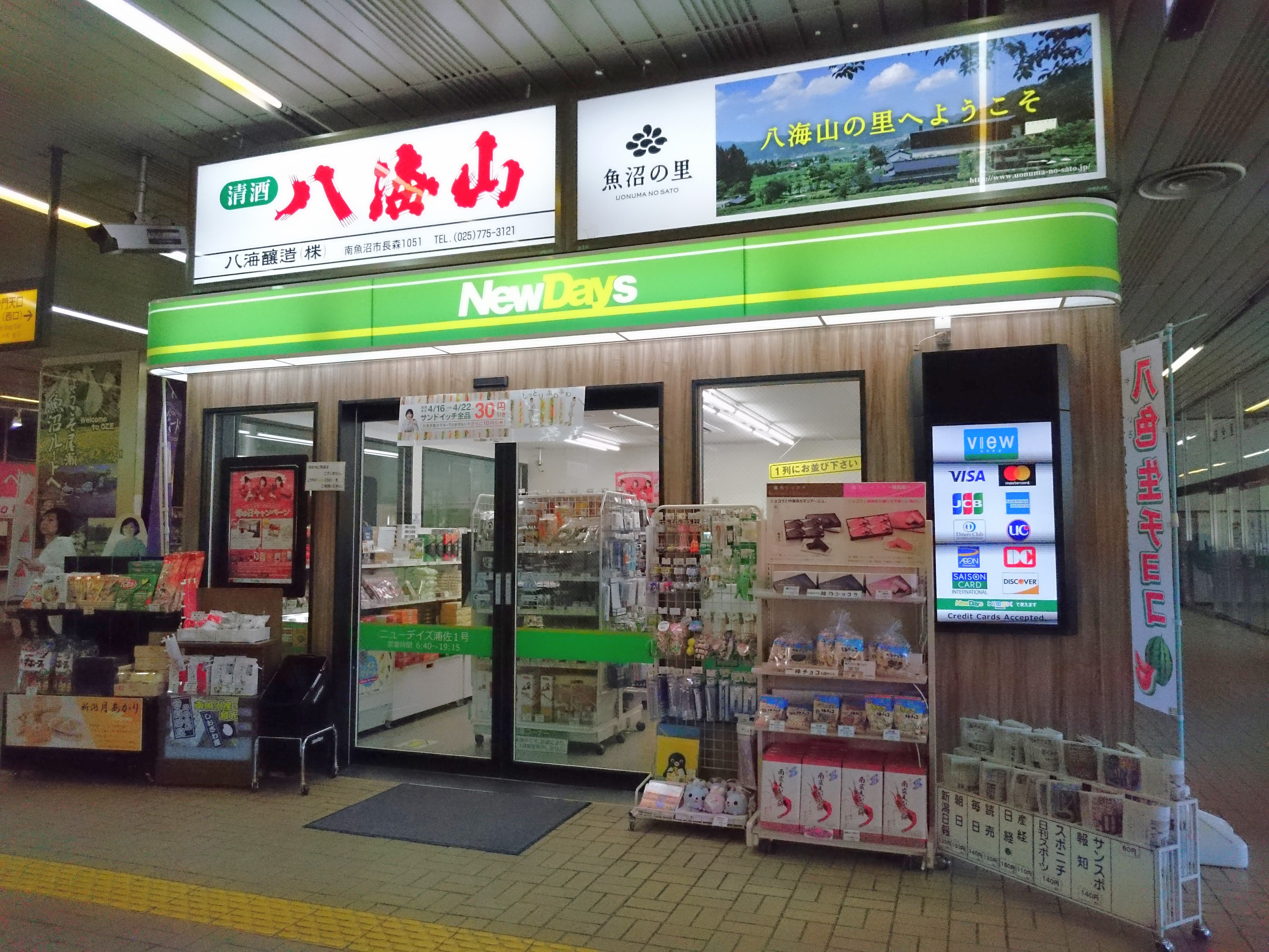
売店（2019年4月）

改札口・ホーム
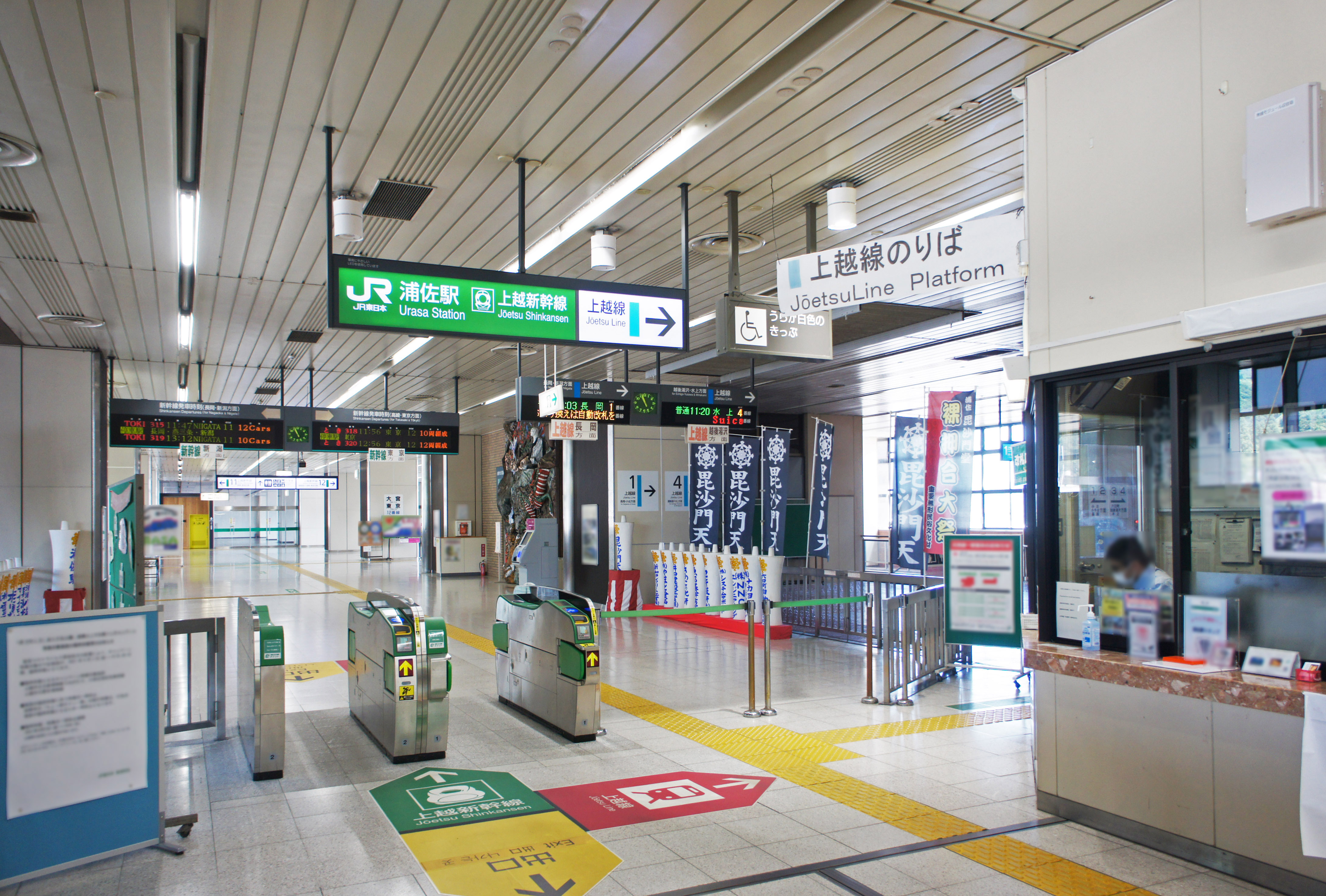
改札口（2021年9月）
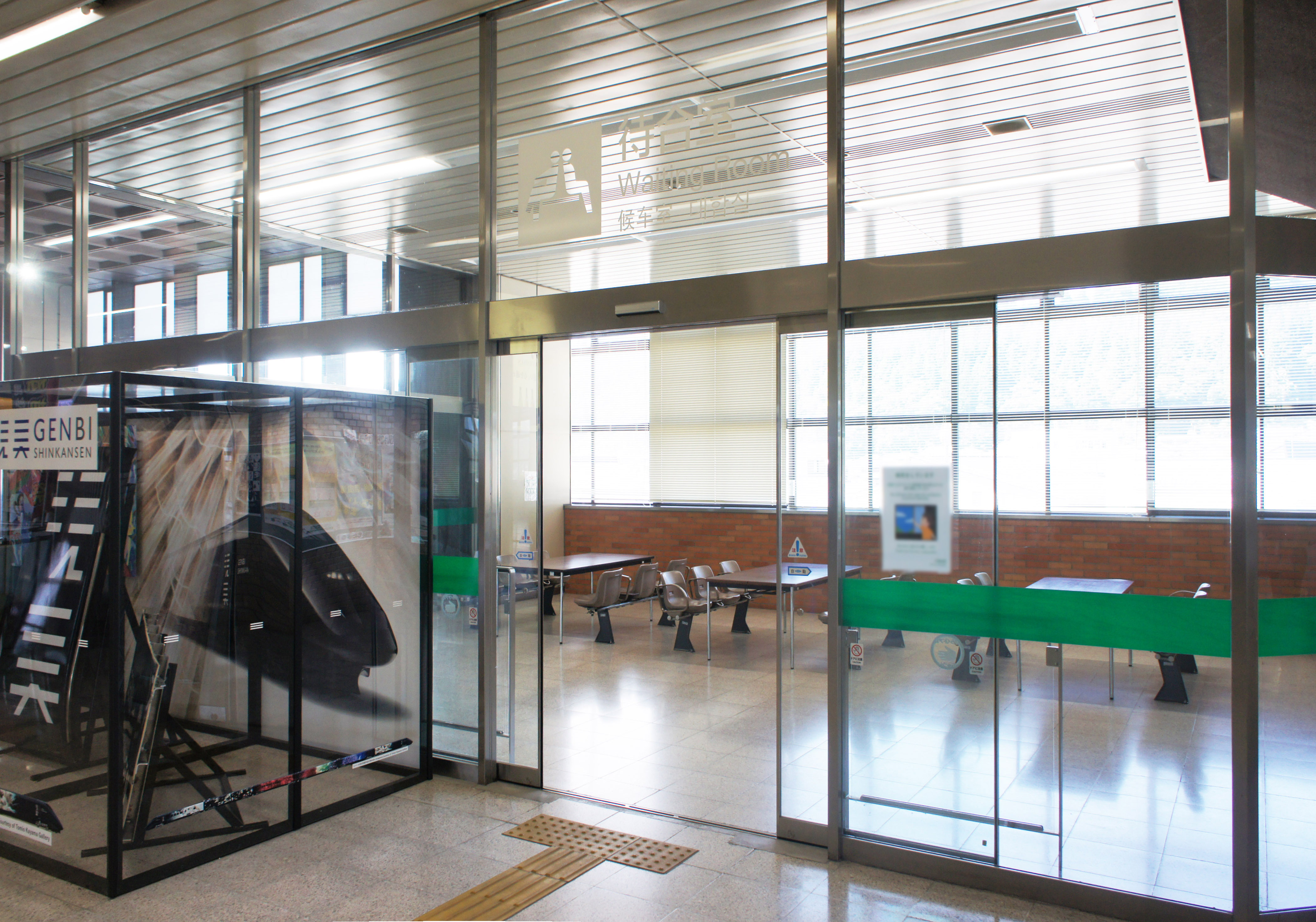
新幹線待合室（2021年9月）
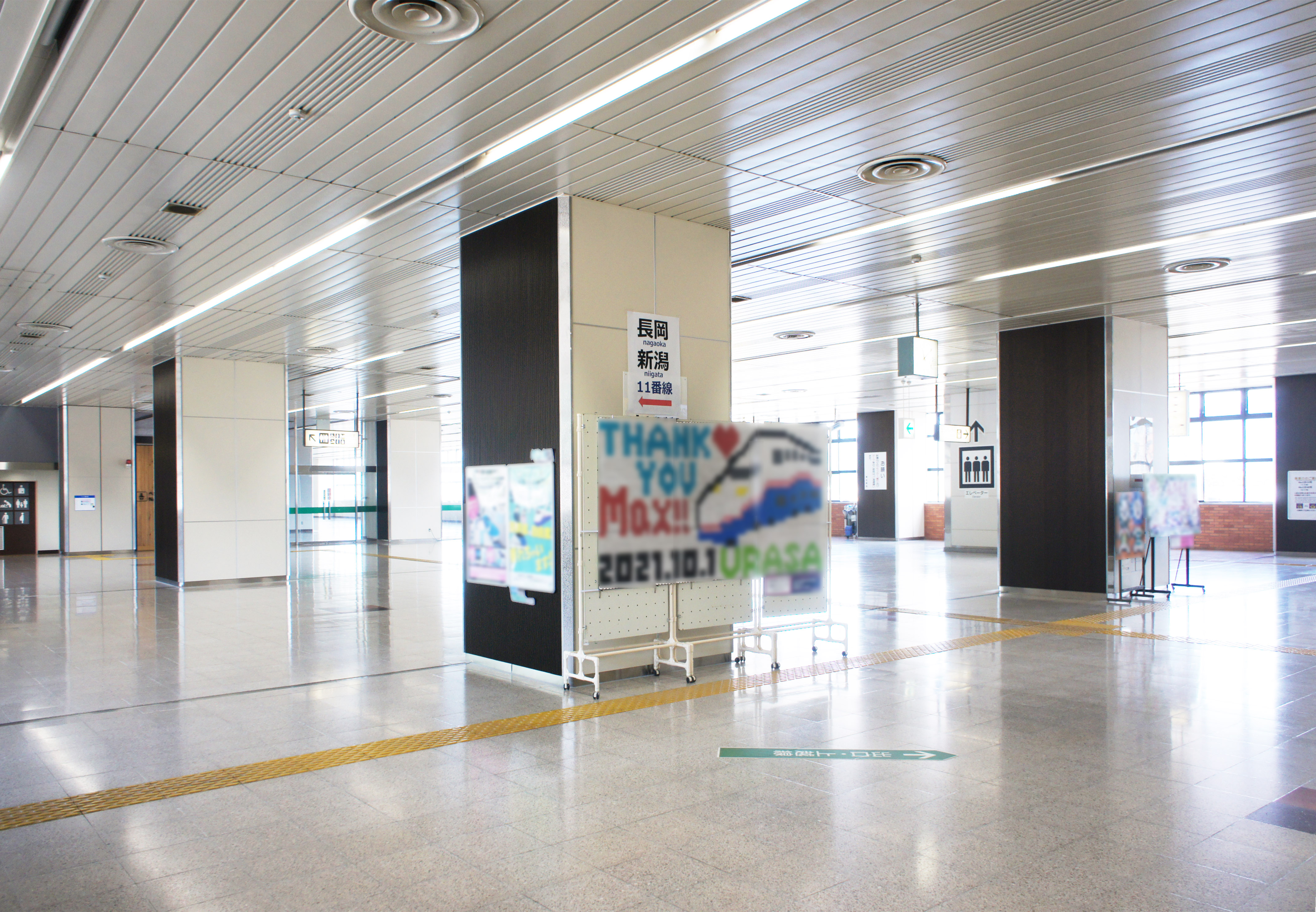
新幹線コンコース（2021年9月）
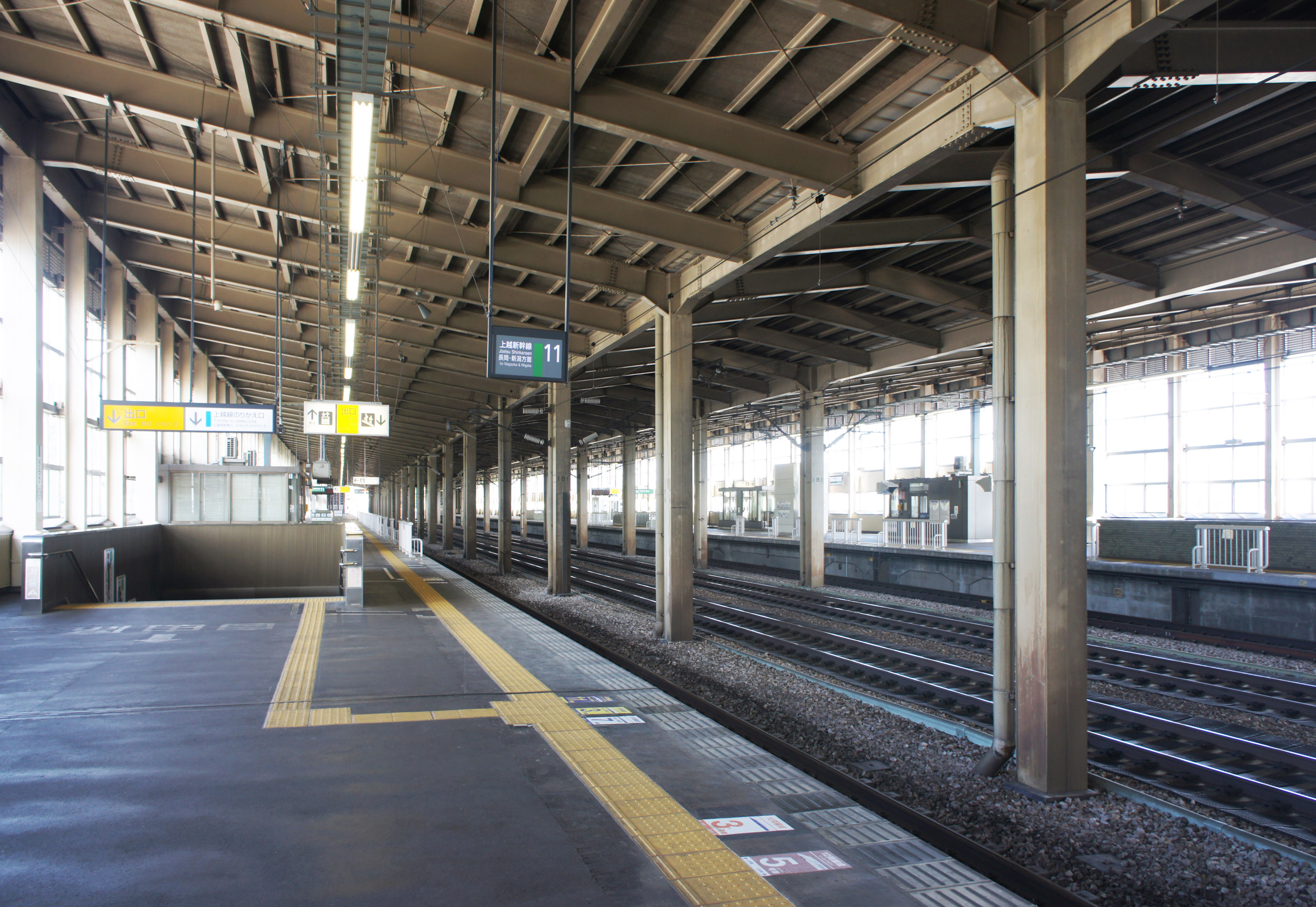
新幹線ホーム（2021年9月）
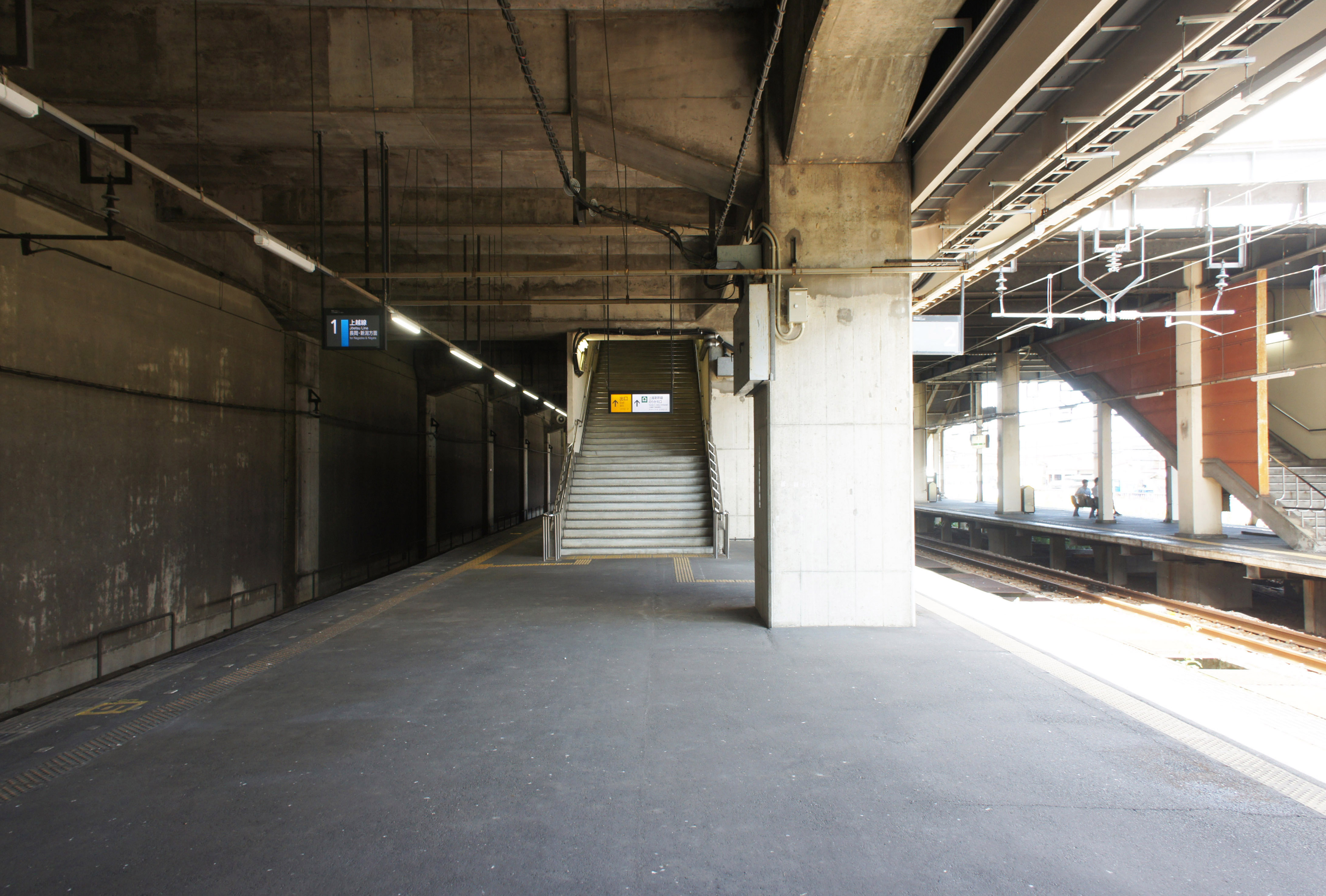
在来線1・2番線ホーム（2021年9月）
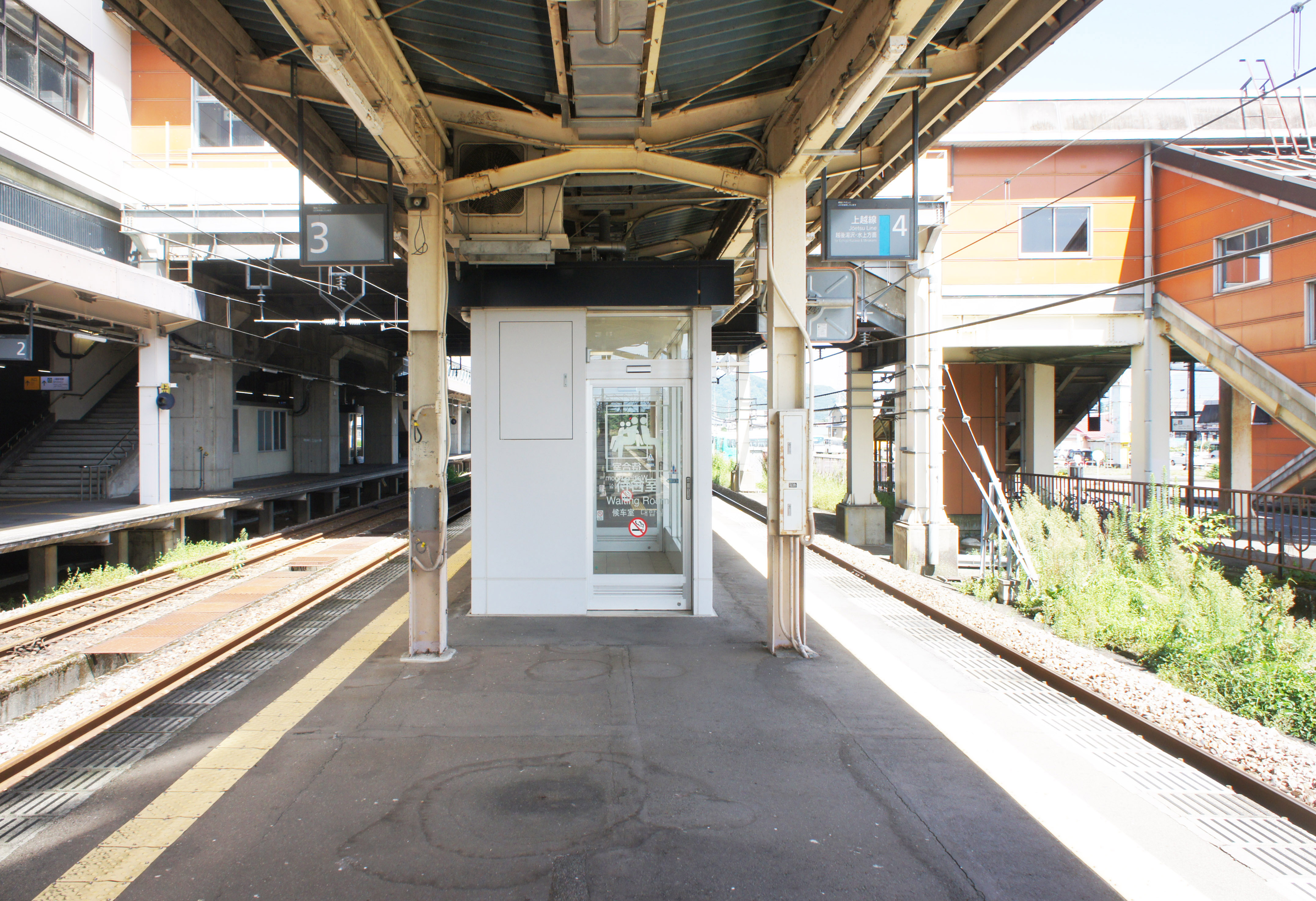
在来線3・4番線ホーム（2021年9月）
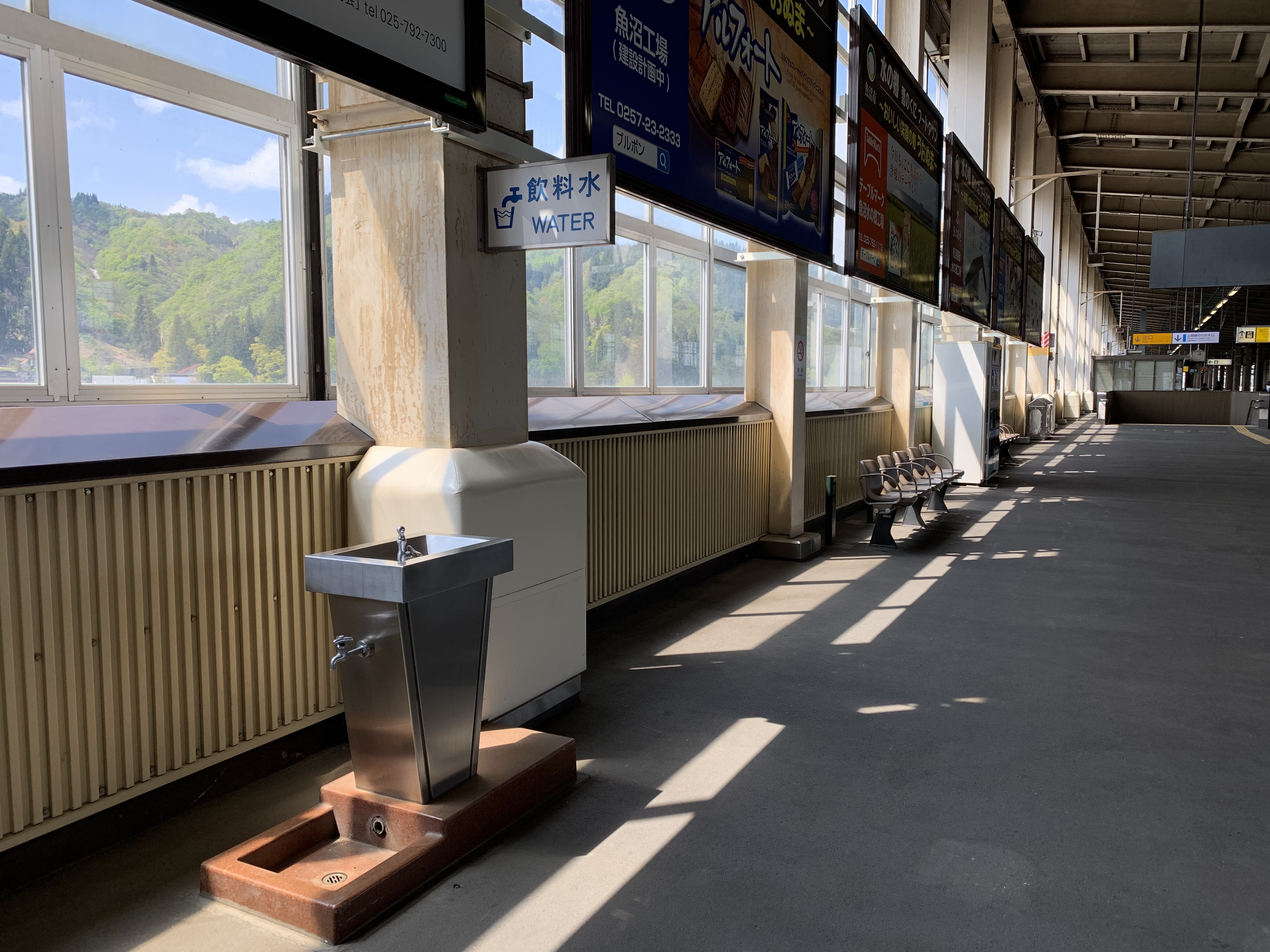
ホームにある飲料水（2022年5月）

## 利用状況
JR東日本によると、2023年度（令和5年度）の1日平均乗車人員は1,290人である。また、新幹線の1日平均乗車人員は692人である。上越新幹線の駅では最も少ない。
東口側から約500メートル東側の地区には文教施設が集積している。このうち、新潟県立国際情報高等学校は、1992年（平成4年）の開校当初から全県一区制による生徒募集を行っており、群馬県および中越地方北部や下越地方に在住しながら長岡駅・燕三条駅・新潟駅から新幹線を利用して通学する生徒が見られる。
なお、2000年度（平成12年度）以降の推移は以下のとおりである。
| 1日平均乗車人員推移 | 1日平均乗車人員推移 | 1日平均乗車人員推移 | 1日平均乗車人員推移 | 1日平均乗車人員推移 | 1日平均乗車人員推移 | 1日平均乗車人員推移 | 1日平均乗車人員推移 | 1日平均乗車人員推移           |
| 年度                | 計                  | 計                  | 計                  | 新幹線              | 新幹線              | 新幹線              | 新幹線              | 出典                          |
| 年度                | 定期外              | 定期                | 合計                | 定期外              | 定期                | 合計                | 前年度比            | 出典                          |
| ------------------- | ------------------- | ------------------- | ------------------- | ------------------- | ------------------- | ------------------- | ------------------- | ----------------------------- |
| 2000年（平成12年）  |                     |                     | 1,515               | 非公表              | 非公表              | 非公表              | 非公表              | [ 利用客数 2 ]                |
| 2001年（平成13年）  |                     |                     | 1,514               | 非公表              | 非公表              | 非公表              | 非公表              | [ 利用客数 3 ]                |
| 2002年（平成14年）  |                     |                     | 1,527               | 非公表              | 非公表              | 非公表              | 非公表              | [ 利用客数 4 ]                |
| 2003年（平成15年）  |                     |                     | 1,504               | 非公表              | 非公表              | 非公表              | 非公表              | [ 利用客数 5 ]                |
| 2004年（平成16年）  |                     |                     | 1,364               | 非公表              | 非公表              | 非公表              | 非公表              | [ 利用客数 6 ]                |
| 2005年（平成17年）  |                     |                     | 1,401               | 非公表              | 非公表              | 非公表              | 非公表              | [ 利用客数 7 ]                |
| 2006年（平成18年）  |                     |                     | 1,360               | 非公表              | 非公表              | 非公表              | 非公表              | [ 利用客数 8 ]                |
| 2007年（平成19年）  |                     |                     | 1,327               | 非公表              | 非公表              | 非公表              | 非公表              | [ 利用客数 9 ]                |
| 2008年（平成20年）  |                     |                     | 1,312               | 非公表              | 非公表              | 非公表              | 非公表              | [ 利用客数 10 ]               |
| 2009年（平成21年）  |                     |                     | 1,275               | 非公表              | 非公表              | 非公表              | 非公表              | [ 利用客数 11 ]               |
| 2010年（平成22年）  |                     |                     | 1,311               | 非公表              | 非公表              | 非公表              | 非公表              | [ 利用客数 12 ]               |
| 2011年（平成23年）  |                     |                     | 1,319               | 非公表              | 非公表              | 非公表              | 非公表              | [ 利用客数 13 ]               |
| 2012年（平成24年）  | 597                 | 800                 | 1,397               | 493                 | 180                 | 673                 |                     | [ 利用客数 14 ] [ 新幹線 2 ]  |
| 2013年（平成25年）  | 586                 | 842                 | 1,429               | 480                 | 170                 | 651                 |                     | [ 利用客数 15 ] [ 新幹線 3 ]  |
| 2014年（平成26年）  | 592                 | 791                 | 1,383               | 487                 | 157                 | 644                 |                     | [ 利用客数 16 ] [ 新幹線 4 ]  |
| 2015年（平成27年）  | 614                 | 830                 | 1,444               | 500                 | 188                 | 688                 |                     | [ 利用客数 17 ] [ 新幹線 5 ]  |
| 2016年（平成28年）  | 615                 | 822                 | 1,438               | 491                 | 190                 | 681                 |                     | [ 利用客数 18 ] [ 新幹線 6 ]  |
| 2017年（平成29年）  | 631                 | 836                 | 1,467               | 505                 | 201                 | 706                 |                     | [ 利用客数 19 ] [ 新幹線 7 ]  |
| 2018年（平成30年）  | 630                 | 826                 | 1,457               | 500                 | 199                 | 699                 |                     | [ 利用客数 20 ] [ 新幹線 8 ]  |
| 2019年（令和元年）  | 601                 | 816                 | 1,417               | 467                 | 204                 | 672                 |                     | [ 利用客数 21 ] [ 新幹線 9 ]  |
| 2020年（令和02年）  | 255                 | 808                 | 1,064               | 174                 | 226                 | 400                 | −40.5%              | [ 利用客数 22 ] [ 新幹線 10 ] |
| 2021年（令和03年）  | 302                 | 755                 | 1,057               | 226                 | 238                 | 465                 | 16.2%               | [ 利用客数 23 ] [ 新幹線 11 ] |
| 2022年（令和04年）  | 442                 | 779                 | 1,222               | 344                 | 257                 | 601                 | 29.1%               | [ 利用客数 24 ] [ 新幹線 12 ] |
| 2023年（令和05年）  | 525                 | 765                 | 1,290               | 408                 | 284                 | 692                 | 115.6%              | [ 利用客数 1 ] [ 新幹線 1 ]   |

## 駅周辺

### 東口側（八海山口）
東口が正面口として機能しており、駅前広場にはバスターミナルやタクシープールのほか、田中角栄の銅像などがある。至近距離に市や宿泊施設、警察署があり、付近を流れる魚野川を渡った場所に都市公園や博物館、いくつかの教育施設や医療機関などがある。なお、教育施設や医療機関へは、スクールバスや路線バス、コミニュティバスが運行されている。
かつては東口側に土産物品店が軒を連ねていたが、現在は全て撤退し、跡地は駐車場となっている。
- 南魚沼市立浦佐小学校
- 南魚沼市立大和中学校
- 新潟大学地域医療教育センター・魚沼基幹病院

### 西口側（毘沙門天口）
西口には毘沙門天口という副称があり、その名の通り付近に「浦佐毘沙門堂」と称する普光寺がある。毎年3月3日には日本の三大奇祭の一つ「裸押合大祭」が行われ、浦佐駅の繁忙期の一つに位置づけられている。駅前広場にはタクシープールがある。このほかに、金融機関や郵便局のほか、飲食店などが若干数ある。

## バス路線

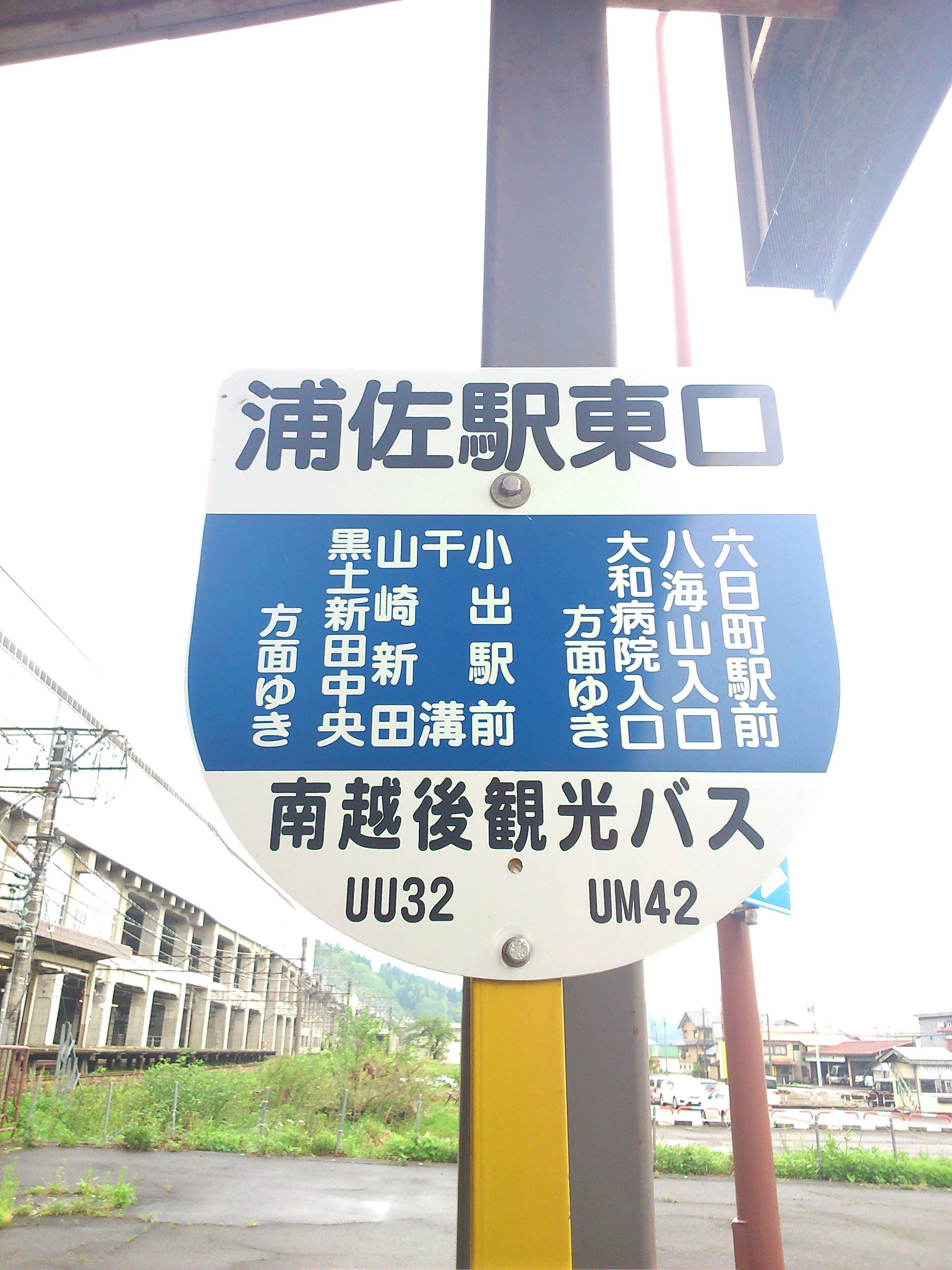
浦佐駅東口のバス停（2017年5月）

東口・西口双方の駅前広場にはバス停留所が設けられ、南越後観光バスが運行する路線バスが発着する。
浦佐駅東口
- 十日町方面／魚沼基幹病院方面[13]
- （特急）（急行）奥只見ダム方面

奥只見ダム方面の便は、1日あたり特急・急行各1本（復路は急行3本）で、6月から11月上旬まで運行される。6月から10月中旬までの間は奥只見ダムから定期船、尾瀬口船着場から会津乗合自動車の予約バスを乗り継げば、尾瀬への登山口となる沼山峠へのアクセスが可能。なお、浦佐駅 - 奥只見ダム間は定期路線バスだが、ダム以遠の定期船および予約バスは利用日7日前まで（10名以上の団体は10日前まで）に魚沼市観光協会への事前申し込みが必要となる。
浦佐駅西口
- 小出方面／六日町方面[16][17]

### 市民バス
上記の路線バスに加え、駅周辺では南魚沼市のコミュニティバス「市民バス」が発着する。最寄りバス停のうち「浦佐交番前」「新潟県信用組合」バス停は東口を出て徒歩5分ほどである。
- ■ 浦佐・五箇コース - 「浦佐駅西口」「浦佐交番前」「新潟県信用組合」[18]
- ■ 三用コース - 「浦佐駅西口」「新潟県信用組合」[19]
- ■ 薮神コース - 「新潟県信用組合」[20]
- ■ 後山・辻又コース - 「浦佐駅西口」[21]

### スクールバス

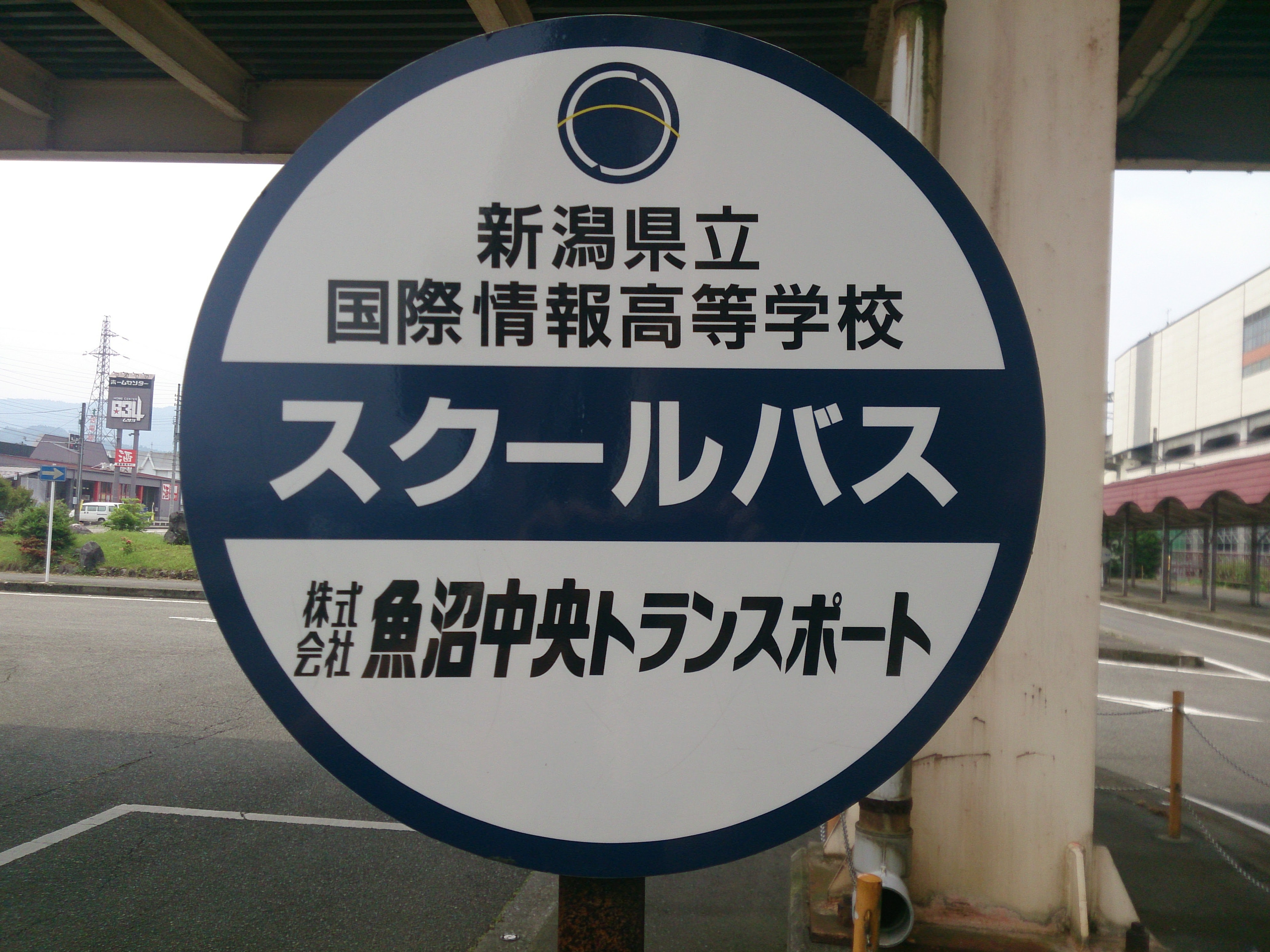
新潟県立国際情報高等学校のスクールバス停

浦佐駅が最寄となる以下の教育施設では、東口のバスターミナル内にそれぞれスクールバス乗り場を設置している。
- 新潟県立国際情報高等学校 （魚沼中央トランスポート）
- 国際大学（循環バス）
- 北里大学新潟キャンパス・北里大学保健衛生専門学院

## 隣の駅
東日本旅客鉄道（JR東日本）
上越新幹線
越後湯沢駅 - 浦佐駅 - 長岡駅
■上越線
五日町駅 - 浦佐駅 - 八色駅

### 記事本文